# Тарковское шамхальство

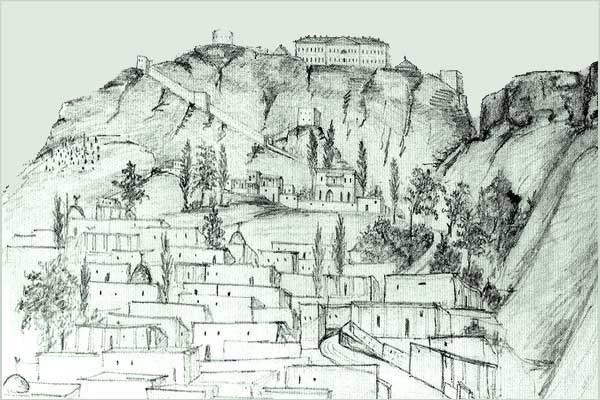
Тарки. Столица шамхалов Тарковских. Рисунок Д. А. Милютина. XIX век. На склоне горы Тарки-Тау не сохранившийся дворец шамхалов.

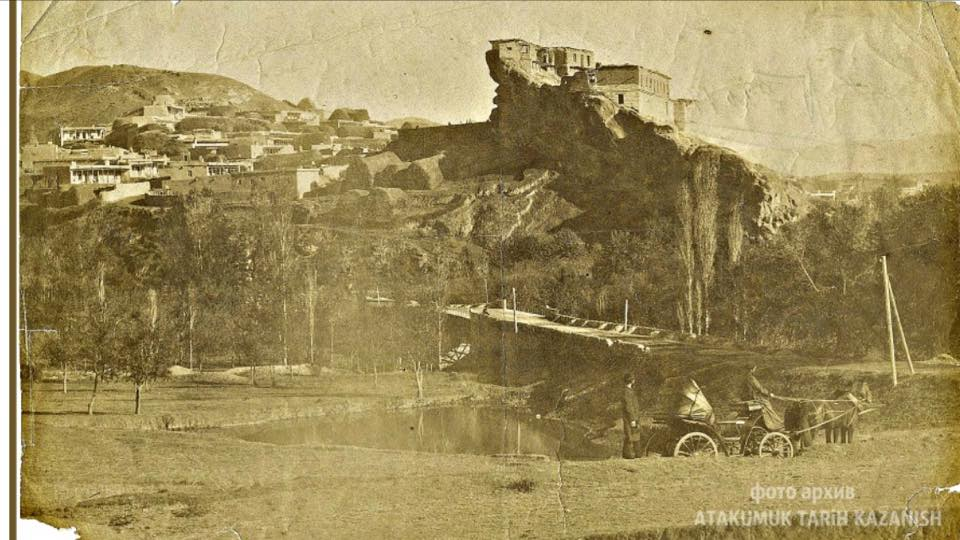
Дворец в Кафир-Кумуке, резиденция Шамхала Тарковского в XIX веке. Уничтожен большевиками во времена гражданской войны.

Тарковское шамхальство (Шаухальство, Шевкальство, кум. Таргъу Шавхаллыкъ, Шавхаллыкъ) — кумыкское феодальное государство, сформировавшееся на территории, где этническую основу и ядро составляли кумыки. Включало территории современного Дагестана и прилегающих областей, со столицей в древнем городе Тарки. После включения в состав Российской империи имело статус феодального образования. Упразднено в 1867 году.
Шамхалы Тарковские долгое время носили титул «валиев Дагестана».
На протяжении короткого отрезка времени в конце XVI века Тарковское шамхальство официально входило в Османскую империю. С того же XVI века начинает фигурировать в российских архивах, как главная цель и первое препятствие для покорения восточной части Северного Кавказа.
Географически территории части ныне несуществующего Шаухальства часто называются Кумыкией, несмотря на то что сегодня входят в различные регионы Северного Кавказа.

## География
По сведениям российского географа Иоганна Гербера — власть шамхала «простирается над князьями и землями в Дагестане… над частью народа тавлинского, и до самого Шемахии».
В XVIII веке шамхальство делилось на ряд уделов (бейликов) , среди которых выделяют Буйнакский, Кумторкалинский, Эрпелинский, Бамматулинский и Карабудахкентский. Также к ядру шамхальских земель относят прикаспийские земли от реки Сулак до Дербента. Иногда северную границу шамхальства доводят до реки Терек. Ещё к северу располагалось Тюменское владение, которое ещё в XVI веке вошло в состав России.

## Столица
Шамхальство на протяжении истории имело несколько столиц, в частности, средневековые авторы называют таковым город Татартуп.
Но со временем ею стал крупный прикаспийский город Тарки. На протяжении XVI века город раз за разом упоминается столицей государства.
Хронист из Сефевидской державы Зейнал Абди-бей Ширази в 1547 году упоминает Тарки как главный город Шамхальства, в 1567 году шамхал называется тарковским князем в русских документах, в 1589 году грузинские послы признают Тарки главным городом государства.
Авторы XVII века также подчеркивают столичный статус Тарки для всего Дагестана:
- Адам Олеарий[42]:

Город Тарку есть главный в Дагестане, и лежит он высоко на горах и между горами, представляющими крутые, обрывистые скалы.
- Эвлия Челеби[43]:

Отметим, что с давних времен [город Тарки] являлся местом престола шахиншаха Дагестана и потому он служил пристанищем и прибежищем для правоверных. Так как хан Ирана и Турана Тимур-хан не разрушил этого города Тарки, а прошел мимо него и затем ушел в Крымскую землю во владения Тохтамыша, этот город Тарки процветает. 
- Николаас Витсен[44]:

город Тарку самый большой в Дагестанском крае и это его главный город… Дома в Тарку строятся из глины, около города имеется деревянная крепость… Дома их плоские и четырёхугольные, построенные из глины и извести… Замок в Тарку очень большой. По рассказам, в нём столько окони дверей, сколько дней в году… дороги, которыми в нему подбираются, настолько круты и узки, что один пеший человек может дать отпор целой толпе. Размеры его почти равны рынку перед ратушей в Амстердаме. Перед замком стоят пушки… охраняют его несколько сот пеших и конных солдат, вооружённых мушкетами, османскими ружьями и луками. 

## Титул правителей
Наиболее ранним титулом правителей кумыков, зафиксированным в архивных документах, является титул «Шевкал Кумыцкий». Его первое упоминание относится к 1558 году, в период правления шаухала Будай ибн Умал-Мухаммада.
Как утверждает известный кавказовед Е. Н. Кушева, в XVII веке шамхалы в переписке с Москвой и с воеводами Терского города постоянно употребляли для шамхальства в качестве политического термина название Кумыцкая земля, Кумыки, что показывает, что территория шамхальства в это время в основном соответствовала территории, занятой кумыкским этносом.
В 1567 году шевкал называется «князем Тарковским», данный период относится к правлению Чопана ибн Будая.

Шевкала князя Тарковского посла Секит Имилдеша, как привели ко государю слона

## Версии происхождения шамхальства

### Арабская версия
Согласно арабской версии, шамхальство возникло в 734 году, когда арабский завоеватель Абу-Муслим назначил в области Кумух некого владетеля по имени Шахбал. Такая точка зрения изложена в хронике «Дербенд-Наме». Её поддерживает и А. К. Бакиханов:

 Устроив таким образом дербендские дела, Абу Муслим пошёл на Кумух. Эмиры и жители тамошнего края после нескольких битв запросили пощады и приняли ислам. Главная мечеть и другие здания, построенные им в городе Кумухе, существуют ещё и поныне. Он оставил здесь правителем Шахбала ибн Абдаллаха ибн Касима ибн Абдаллаха ибн Аббаса (дядя пророка
Мухаммада) и назначил при нём кадия для обучения жителей обрядам новой веры 

### Критика арабской версии
Многие специалисты подвергли сомнению арабскую версию, отмечая полулегендарный характер сведений о походе Абу-Муслима и отсутствия точно установленного авторства Дербенд-Наме и назначении им Шахбала в Кумуке.
Российский востоковед середины XIX века И. Н. Березин на момент своего нахождения в Дагестане и в частности в Тарковское шамхальстве, комментируя данные о появления шамхалов из сборника Дербент-наме (которая является фундаментом арабской версии) подверг её к сомнению, указав, что шамхалы появились позже, чем указывает Дербент Наме, а также не могли властвовать в Дагестане в эпоху Халифата.
Русский востоковед В. В. Бартольд отмечал, что форма «шамхал» является поздней. Первоначальной формой термина является «шавкал», которое одновременно фиксируется русскими и иранскими (тимуридские историки Низам ад-Дин Шами и Шарафаддин Язди) источниками, что исключает возможность искажения «шамхал» в «шавкал», к тому же, арабские географы не упоминали шамхал. Впервые титул шамхал стал упоминаться в хронике «Дербент-Наме», авторитетность которого многими учеными подвергается сомнению. Известный дагестанский историк Шихсаидов писал, что версия об арабском происхождении была выгодна династии и духовенству. А. Кандауров писал о том, что инициаторами версии об арабском происхождении были сами шамхалы.
Легенду об арабской версии шамхал, в частности о происхождении из племени «Курейш» раскритиковал и известный исследовать, доктор исторических наук Т. В. Гаджиев, заключив, что данная версия не имела под собой никакой реальной почвы.
Известный русский востоковед В. Ф. Минорский в своем известном труде подверг резкой критике оба источника — «Дербенд-наме» и «Тарих Дагестан», являющиеся фундаментом «арабской» версии, называя их «тенденциозными политическими памфлетами, имеющими целью обосновать претензии шамхалов на преобладающее положение в Дагестане». По мнению В. Ф. Минорского, титулы, под которыми местные кавказские правители были известны в более поздние времена, в том числе — «… „шаукал“ или „шамхал“.. — не встречаются ни в одном арабском источнике и не имеют ничего общего с Сасанидскими почетными званиями, которые были ещё памятны в ранние исламские времена».
Мнение В. Ф. Минорского было поддержано и А. Р. Шихсаидовым. Анализируя сведения «Дербенд-наме» о назначении арабами правителей Дагестана — шамхала, уцмия и майсума, исследователь отмечает, что они не находят подтверждения в других источниках и носят следы не только позднейших интерполяций, но также и намеренной редакции текста. Арабские источники дают основание говорить о политике арабов, рассчитанной не на замену местных правителей новыми, арабскими, а об использовании большинства местных правителей в интересах укрепления своей власти в Дагестане.
Жесткой критике подверг арабскую генеалогию шамхалов и известный дагестанский арабист М. С. Саидов. В своей работе он приводит ряд исторических данных, опровергающие сложившееся мнение, что шамхалы являются потомками дяди пророка — Аббаса, причем ни один исследователь, занимавшийся этой проблемой, так и не смог их оспорить. По мнению Саидова, этимологии титула «шамхал» с этимологией Шам (Сирия) и Хал (название населённого пункта в Сирии) вызывает недоумение, так как если образовать от этих двух слов новое слово путем слияния их, то, согласно законам арабского языка, получается не Шамхал, а Хал-аш- Шам. Форма Шамхал, как пишет арабист Саидов, образовалось по типу тюркских слов, а не арабских.
По сведением М. С. Саидова, среди шамхалов очень мало лиц с арабскими именами. Историк отмечает, что арабы обычно строго придерживались правила давать своим детям арабо- мусульманские имена даже на чужбине. «В именах шамхалов: Хасбулат, Алхас-Мирза, Эльдар-хан, Сурхай-хан, Чопан, Адиль-Гирей, Уллубий, Султанмут, Андий, Тишсиз Мухаммед — очень мало арабского».
Утверждение М. С. Саидова было поддержано доктором исторических наук А. С. Акбиевым, который отмечал, что, «прежде чем в русском языке „шамхал“ стал „шамхалом“, прошло не менее двух столетий». В русских документах XVI в., титул этого правителя упоминается как «шевкал», то есть это изначальная форма, от которой и следует отталкиваться. По мнению Акбиева, созвучна форма «шевкал» с кумыкским названием титула этого правителя — «шаухал». Причем в отличие от русского языка, эта форма не менялась, кумыки называли своих правителей «шаухалами» и в XVI в., и в XIX века.
По мнению доктора исторических наук А. С. Акбиева, проникновение арабской версии в научную историческую литературу связано «не только со сведениями местных исторических хроник, но и с неправильной оценкой итогов арабо-хазарских войн». Учёный указывает, что версия об арабском происхождении шамхал заманчива, но при детальном изучении не выдерживает никакой критики.
Дополнительным аргументом против рассматриваемой версии является тот факт, что шамхалы не упоминаются у средневековых арабских географов (Али-Масуди, Аль-Истархи и другие).

### Кумыкская версия
Сторонниками кумыкской версии происхождения шамхальского государства являлись лакский историк Али Каяев, турецкий историк Фахреттин Кирзиоглу, историк начала XX века Д.-Х. Мамаев (Карабудакхентский), Халим Герей Султан, крымскотатарский автор Мехмет-Эфенди, профессор Э. Д. Богатырев и доктор наук М.-П. Б. Абдусаламов, и ряд других. Российский востоковед, доктор исторических наук, Зайцев И. В. считает шаухальство кумыкским государством со столицей в городе Кумух. Исследуя труд тимуридских историков Низама ад-Дин Шами и Шереф ад-Дина Йезди, советские историки В. Г., Ромаскевич А. А и Волин С. Л., узбекский профессор Ашраф Ахмедов, а также профессор и алановед О. Б. Бубенок, называют Гази-Кумух (Гази-Кумуклук, область кази-кумуков) областью проживания части кумыков. Упомянутые тимуридские историки Низам ад-Дин Шами и Шереф-аф-Дин Йезди писали о владении Гази-Кумуклук. Суффикс „Ук“ характерен для тюркских языков.
Российский востоковед середины XIX века И. Н. Березин на момент своего нахождения в Дагестане посещал и Тарковское шамхальство, в частности он описывает своё местопребывания и в доме шамхала. Самих шамхал И. Н. Березин упоминает неоднократно кумыкскими, а также указывает о населении Тарковского шамхальства, составлявшее в большинстве из кумыков. И. Н. Березин так же приводит адресованные ему слова на кумыкском, в момент его нахождении в резиденции шамхала: „хазир-му“ (готов ли?), „тохта“ (погоди).
В книге польского путешественника графа Яна Потоцкого, выпущенной посмертно его учеником Ю. Г. Клапротом шамхалы, как и другие кумыкские князья упоминаются по происхождению из одного (кумыкского) племени. Сам Потоцкий неоднократно их упоминает кумыкскими, вместе с князьями Костека, Эндирея и Аксая. Потоцкий хорошо различал народы Кавказа и даже учил кумыкский язык. Самих кумыков он упоминает кумуками, лакцев лак, чеченцев чечен и др.
Русская путешественница середины XIX века Е. П. Блаватская, во время своего путешествия в Дагестан и встрече с шамхалом Тарковским Шамсутдином, охарактеризовала его „коренным татарином“. В различных дореволюционных источниках кумыки были известны под именем „татар“.
Доктор исторических наук Г. С. Фёдоров считал Тарковское шамхальство государством, созданным кумыками с центром в Тарки. Учёный подверг к резкой критике мнение, по которой шамхалы были выходцами из Кази-Кумуха, а позже изгнанные из зимней резиденции в Кази-Кумухе её жителями. Г. С. Фёдоров считает, что данная версия неверно истолкована некоторыми исследователями. В действительности же шамхалы были выходцами из Тарков и Бойнака, создавшие единое кумыкское государство, путём слияние различных разрозненных кумыкских феодальных образований с единой этнической территорией, а также с единой материальной культурой и языком.
По мнению доктора исторических наук А. К. Акбиева, ссылавшийся на историческую рукопись „Тарих ал-Баб“ и данные ученного арабиста Саидова, „шамхал“ является не именем собственным, а титулом, образовавшаяся по типу тюркских слов „Шау“ или „Сау“, что в переводе „принц“ или „славный принц“, отмечая, что кумыки неспроста именуют шамхал шаухал. Автор заключает, что терминалогию слов „шамхал“ следует искать в тюркских языках огузской группы. Относительно же происхождении шамхал Акбиев отмечает, что первые правители с титулом „шаухал“ появляются в Дагестане в начале XII в. и были этническими тюрками, возглавлявшими отряды газиев и распространявшими ислам в горном Дагестане.
Русский учёный-историк на рубеже второй половины XIX-века М. М. Ковалевский, упомянул шамхала „татарским“ („татарский Шамхал“). В различных дореволюционных источниках кумыки были известны под именем „татар“.
Аргументом в пользу тюрко-татарской версии является тот факт, что шамхалы избирались традиционным для тюркских народов способом — бросанием красного яблока.
В XVII веке титул шамхала носили только кумыкские правители.
Домусульманские имена жителей Кумуха, зафиксированные в Худуцкой надписи (Будулай, Ахсувар, Чупан и другие) имеют тюркскую природу. На могилах шамхалов в современном лакском селении Кумух исторической области Кумух, помимо арабских имеются надписи и на тюркском языке, зафиксированные известным кавказоведом Л. И. Лавровым. Само кладбище местные жители называли „симирдальским“ — от названия хазарского города Семендера. Как отмечают учёные, на кладбищах в Кумухе проявляется кипчакский характер узора. На надмогильной плите Тарковского Шамхала Эльдара в Кумухе зафиксировано 4 строки надписи, язык надписи кумыкский.
В исторической хронике История Маза шамхалы названы „ветвью ханско-хаканских поколений“..
Турецкий учёный исследователь Abdullah ibn Rıdvan упоминает шамхалов кумыками, власть которых передавалась из числа представителей самой династии, которые в свою очередь так же имели браки с представителями из лакских ханов Кумуха или Кайтага.
Титул шамхал встречался у соседних народов. Правитель андийцев Али-Бег, ставший основателем новой династии владетелей этого народа, носил титул шамхал. Также титул „шамхал“ носил правитель XV века из Гидатля „Уллу (Олло) Шамхал“ (Уллу в переводе с кумыкского „большой“, „великий“). Согласно народным преданиям, правители андийцев, начиная с шамхала (султана) Али-Бега до Хаджику, разговаривали на языке равнины (то есть кумыкском).
По мнению лакского историка Али Каяева, первый шамхал также был тюрком, а не арабом. Монгольские завоеватели сместили прежнюю династию и назначили своих ставленников. Джамалутдин-Хаджи Мамаев (Карабудакхентский) в своей книге „История Кавказа и селения Карабудахкент“ писал о происхождении шаухалов следующее:

То обстоятельство, что в Дагестане избрали [своими правителями] род Чингиза и назвали их именем „шавхал-хан“, исходило из установившейся тюркской, татарской духовности, как опоры на своё генеалогическое происхождение (насаб), при этом, не склоняясь в сторону науки или деликатности (эдеб). Род Чингиза почитается среди них (шаухалов) [высоко], как курайшиты среди мусульман. Они не позволяли никому быть выше них или поднять голову
На генетическую связь Шаухалидов с Джучидами указывают и имена некоторых первых из них и окружавших их аристократов. Среди них можно назвать брат шаухала Ахсувара Бугдая (сравните с именем монгольского полководца Букдая, участвовавшего в покорении Кавказа), Али Чопана (тюрко-монгольское Чобан), вельможа Сардар Нугай (Ногай) (все рубеж XIII—XIV вв.) и жившие в XVI в. шаухалы Будай и Чопан. По мнению французского учёного Шанталь Лемерсье-Келькеже, в шамхальстве доминировали тюрки-кумыки, но за лакцами сохранялся почётный статус „гази“ (из-за более раннего принятия ислама). В шамхальстве существовало сословие карачи-беков, существовавшее в тюркских и монгольских государствах. Другим фактом, подтверждающим золотоордынскую версию происхождения титула, является упоминание ордынского владетеля Шевкала в русских летописях, а также упоминание Шевкала в атласе к от 1827 года.
Современный российский востоковед и историк Аликбер Аликберов установил, что в нагорном Дагестане существовало государство „Тавйяк“ (Горная сторона), созданное частью прикаспийских гунно-савир, переселившихся в горы из-за арабско-хазарских войн. По мнению Аликберова, с ними связаны многочисленные топонимы (например, Хунзах). В район нынешнего Кумуха, согласно Аликберову, переселились представители тюркского родового объединения „кумук-атыкуз“, от которых и пошло нынешнее название села. Тавйяк был совместным государством предков кумыков (гунно-савир), лакцев, аварцев и других народов. Впоследствии „Тавйяк“ распадается на Казикумукское владение (династия кумыкских правителей) и Сарир. Термин „шамхал“ он считает переосмыслением старой гунно-савирской титулатуры.
Ещё одним подтверждением тюркского владычества в областях Хазарии и Дагестана, как в золотоордынский, так и в предшествующий период, являются записи XIII века Плано Карпини:
...Первым царём западных татар был Саин. Был он сильный и могущественный царь. Он покорил Россию, Команию, Аланию, Лак, Менгиар, Гугию и Хазарию, а прежде, чем он их покорил, все они принадлежали команам.

Коренным населением „владения казыкумыцкого“, по свидетельству Ф. Симоновича (1796), являлись дагестанские татары (кумыки). После переселения некоторых лезгиноязычных народов из персидских земель во владение под власть шамхала произошло смешение населения, а власть шамхала со временем ослабла:
Народ сей поселился, по свидетельству некоторых персидских летописей, при шахе Абумуселиме из Гильяна и состоял при духовном чиновнике казы, под владением шамхаловым. По сему чиновнику и занятому народом, поселившимся из Гильяна, кумухского места, или лучше сказать, по смешениям с коренным кумухским народом, происходящим от дагестанских татар, и произошло название казыкумук. Чиновники же сии были предки Хамутая, сделавшиеся после в своей части по примеру других независимыми и принявшими уже в новейшие времена ханский титул.
По данным Броневского 1823 года:
Даже из старожилых Татар одни Кумыки составляют в Кавказе независимые области, управляемые собственными своими владельцами. Казы-Кумыки, буде они и Татарского происхождения, до такой степени переменили язык, нравы и обычаи, что ныне причитаются к Лезгинам. Прочие все подвластны иноплеменным владельцам, как мы видели и ещё увидим под статьями Дагестан, Ширван и Грузия.
Ян Потоцкий исключал происхождение шамхалов от Чингисхана, отмечая, что „князья кумыков все принадлежат к той же фамилии, что и шамхал, исключая брагун, которые претендуют на происхождение от Чингисхана“.

## Предпосылки и формирование шамхальства VIII—XIII вв

### Арабский халифат
В середине VII в. Арабский халифат добрался до Дагестана. В начале VIII веке арабы захватили Кумук.
В 734 г. военачальник арабской армии Абу Муслим ибн Абдул-Малик после одной из побед назначил в Дагестане правителей. Бакиханов А. К. писал, что 734 г. „Абу Муслим пошёл на Кумук… Главная мечеть и другие здания построенные им в городе Кумуке существуют ещё и поныне. Он оставил здесь правителем Шахбала ибн Абдаллаха“.
Хроника Дербенд-наме так описывала формирование дагестанских владений Абу Муслимом: „Хамри, Кюре, Ахти, Рутул, Зейхур — они подвластны Кумуку … А правителю Дербенда [он] приказал брать харадж с Кайтака, Табарсарана и Гюбечи“.
Позднее Кумук отошёл от власти арабов что привело к новым походам. Историк аль-Куфи сообщал, что в 738 году арабский военачальник Марван ибн Мухаммад „выступил из Касака, переправился через реку ал-Кур и направился к городу, называемому Шаки. Из Шаки он отправился в земли ас-Сарир“. В 738 г., согласно Дербенд-наме, Марван обязал правителей горного Дагестана платить дань.
Восточные авторы сообщали о таких наименованиях дагестанских владений как Дербент, Табасаран, Гумик, Сарир, Лакз, Хайдак, Зирихгеран, Филан, Шандан, Джидан, Хамзин, Туман, Самандар и Баланджар. Однако ни один арабский географ не упоминает шамхалов, а титул впервые упоминается в хронике Дербент-наме, авторитет которой ставился под сомнение некоторыми учёными.

### Создание единого государства
Тарковское шамхальство образовано, предположительно, либо в конце XIV в., либо в XV в..
В XV веке Тарковские шамхалы возложили на себя миссию для объединения всех разрозненных кумыкских феодальных образований путём слияние их в единое государство со столицей в городе Тарки. Это позволило шамхалам в конце XV века стать крупнейшими владетелями Дагестана, которым платили „ясак“ все местные феодалы. Данный факт, по мнению ученных положило началу единого кумыкского феодального образования с единым языком, этнической и политической территорией, а также материальной культурой. Ядро населения государства составляли кумыки.
По данным ученного исследователя С. М. Багаутдионова, после распада Орды, территории Северо-Восточного Кавказа, включая земли населённые кумыками стали обретать независимость. Данный факт, по мнению исследователя послужил к созданию независимого кумыкского государства — Шаухальства с правящей кумыкской династией шаухалов.
Эвлия Челеби, посетивший Дагестан в 1666 году, пишет в „Сийахет-наме“ о дагестанских шамхалах: „Ныне падишахи живут то здесь, то в городе Тарки. Имя нынешнего падишаха этого края Махмуд, прозвище и титул — шаукал, шамкал, шаухал, шамхал. По происхождению они арабы из Сирии — Шама. Потому и называют их шам-хал, так же как падишаха дома Османа зовут хункяр, Ирана — шах, крымских ханов — гирей. А падишахов страны Узбекской называют хан, хакан, падишахов Индии — хакан, Йемена — таба, халифов Египта — азиз. У каждого падишаха имеется какой-нибудь титул. Ну, а этих падишахов Дагестана зовут шамхал. Ибо исходит их происхождение от сирийцев“.
В русском документе, составленном в 1728 году, так определяется термин шамхал:
"Сие слово… взято из арапского языка. Когда арапы Сирию и другие около лежащие провинции под себя побрали и главную столицу имели в Дамаске, распространили оные свою силу и по вестовой стороне Каспийского моря и привели под свою власть… между тем и Тарху, в которой город всегда из Дамаска присылалось знатнейшего для содержания. И понеже Дамаска по-арапски и по-турецки называется шам-ахал… то из сих слов стало сиё слово шамхал, яко из Дамаска присланной начальной, и с того времени доныне в обычае осталося".
С. М. Броневский в своей работе „Новейшия известия о Кавказе“ сообщает:
Достоинство шамхальское есть важнейшее в Дагестане; а в областях заключающихся между Тереком и Курою, почиталось вторым после царя грузинскаго. Историческия известия, согласно с преданиями народными, утверждают, что первые шамхалы поставлены были от аравитян, что сходствует с толкованием, помещённым у Гербера о значении слова шамхал; ибо восточные писатели называют город Дамаск Шам, а хал на арабском языке значит князя, владельца, следовательно, слово шамхал перевесть можно дамаскинский владелец. Но Реинкс, основываясь на дербентской истории, в рукописи им найденной, выводит название шамхала от аравийского полководца Шахбала.

### Монгольское завоевание
Некоторые сторонники тюрко-татарской версии происхождения шамхалов связывали основание шамхальства с монголо-татарским нашествием. По мнению известного дагестанского учёного профессора Р. М. Магомедова, имеются „все основания отнести этот термин к Золотой Орде, нежели к арабам. Можно считать, что правитель кумыков в период господства татаро-монгол ими выдвинут в этот сан“.
"Воцарение моих предков Шамхалов в Дагестане состоялось после 1258 года."Али Кули Хан Валех Дагестани. (Риез аш-Шуара. 1756 г. Фотокопия. ИР АН Узбекской ССР)
Али Каяев писал:
"Шамхал был не потомком Аббаса Хамзата, а был тюрком, прибывшим со своими сподвижниками. После него шамхальство передавалось по наследству… в 634 г. хиджры (1239—1240) монголо-татары отстранили правящую династию, а правителем назначили своего ставленника вновь с титулом шамхал… «Новый» шамхал происходил из рода Чингиз-Хана, и с этого времени установилась власть татарских шамхалов.."
Историк Кавказа Семён Броневский отмечал:
«Кумыки, чаятельно, род свой вели от Кыпчакских колен или Золотой Орды»..

### Междоусобицы
В 718 году по хиджре (1318 год) после смерти кайтагского уцмия Мухамеда, между его сыновьями началась борьба за престол уцмия. Один из них, Алибек, стал уцмием с помощью своего дяди по матери шамхала. Сводные братья Алибека, потерпевшие поражение, бежали в Ширван и Авар. Так образовалась антишамхальская коалиция Ширвана, Кайтага и Авара. Вследствие конфликта к власти пришла новая династия шамхалов. По всей вероятности, 718 год по хиджры относится ко времени составления хроники, а не к событиям в Кумухе. Л. И. Лавров не согласился с последней датой. Он отметил, что существуют другие варианты приведённого рассказа, которые относят разорение Кумуха „тюрками“ к 1 или ко 2 апреля 1240 года, и что это позволяет считать, что „тюрки“ Мухаммадрафи и татары ричинских надписей — одно и то же.

Карта Кавказского региона 1380 год

### Поход Тамерлана
В 1395 году Тамерлан совершил набег на „неверных“ Кайтага. Шамхал с войском 3000 человек напал на Тамерлана в окрестности Ушкуджи. Историк Низамеддин Шами упоминал „Гази-Кумук“ союзником Золотой Орды, и то, что „шамхал Гази-Кумука имел обычай вести войну с неверными“, чем хотел воспользоваться Тамерлан. В 1396 году после победы над Тохтамышем, Тамерлан предпринял поход против шамхала захватил крепости Кули и Таус. Историк Шарафаддина Иезди сообщал: „Упорное сопротивление преодолено, крепости взяты, жители перебиты, из убитых устроен холм, убит сам шамхал“. Тамерлан позднее способствовал восстановлению шамхальской власти в Дагестане.
«После поражения Миран-Шаха, от Коюнлу, кумыки получили свою независимость, избрали себе хана из рода Чингисхана, которого величали по-своему — шаухал».Gulbin-i-Hanan. XVII y. (Ahmet Cevdet. Kirim ve Kafkas Tarihcesi // Emel, № 221. Temmuz-Agustot. 1997. S. 28)

## XVI—XVII вв

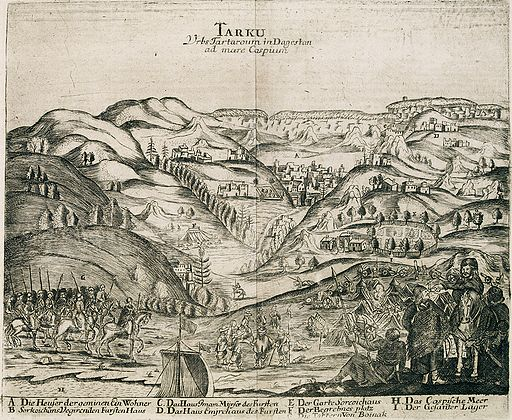
Столица Шамхальства — древний город Тарки — на европейской гравюре XVII века

### Отношения с Российским государством
В 1556 году после завоевания русскими Астраханского ханства, были установлены дипломатические связи между Шамхальством и Русским царством. Мирное посольство шамхала привезло Ивану IV Грозному, в числе богатых подарков, невиданных в Москве, живого слона. В 1557 году кабардинский князь Темрюк Идаров обратился к царю Ивану IV с просьбой помочь защититься от нападений шевкальского царя, крымского хана и османов. В 1560 году Иван Грозный организовал поход Черемисинова в Дагестан. Иван Черемисинов захватил Тарки, но не решился там оставаться.

### Сунженская крепость
В 1566 году кабардинский князь Матлов обратился к русскому царю с просьбой поставить крепость в области Кысык, у слияния Сунжи и Терека, принадлежавшей кумыкским шамхалам, и населённой кумыками-брагунцами. В 1567 году пытаясь помешать русским установить свою крепость у устья Сунжи, Будай-шамхал и его сын Сурхай были убиты на поле битвы.
В 1569 году шамхалом стал Чопан, сын Алибека I. Территория Чопан-шамхала на севере простиралась за Тереком и граничила с русскими владениями. На западе эта территория включала часть Чечни до Кабарды. Согласно И. Герберу: „Шамхалово владение простирается не только над князьями и землями в Дагестане, но и над частию народов тавлинского, и до самой почти Шемахи“.
В 1570 году Чопан-шамхал со своими войсками пошёл на захват Астрахани, предпринятом совместно с турками и крымцами. Город взять не удалось и войска отступили к Азову, но затем вторглись в Кабарду. Несмотря на снос Сунженской крепости, продвижение русских на Кавказ к концу 1580-х годов возобновилось.

### Союз с Ираном
Сестра Чопан-шамхала была замужем за шахом Тахмаспом I (1524—1576). „По обе стороны от шахского трона было сделано по два почётных места. Первое для хана Кандагарского, как защитника против Индии; второе для шамхала, как защитника против России; третье для царя Грузинского, как защитника государства против турок и четвёртое для хана, который живёт на границах арапских“. Согласно А. Каяеву, влияние Чопан-шамхала было большим, так что он „вмешивался в дела престолонаследия в Иране“.

### Вхождение в Османскую империю
В 1577 году Чопан-шамхал совместно со своим братом Тучелавом Бурханудин-беком, табасаранским беком Гази-Салихом и в союзе с османской армией предпринял военный поход против иранской армии кызылбашей, которые были разгромлены. После выдворения кызылбашей из Ширвана, Чопан-шамхал совершил визит в Турцию и был встречен в Восточной Анатолии с большими почестями. За заслуги в войне с персами шамхалу в качестве удела был выделен санджак Шабуран, а его брату Тучелаву санджаки Ахты и Ихыр. Ибрагим Печеви сообщал, что наместник Ширвана Осман-паша женился на дочери Тучелава. Чопан-шамхал обязался защищать Ширван. Данные отношения привели к фактическому обоюдному согласию на включение Шамхальства в Османскую империю, тогда как османский султан уже признавался халифом всех мусульман.

### Походы Русского царства
В 1588 году российские власти в устье Терека заложили город Терки, известный также как Терская крепость. Терки стал главным оплотом русской армии в северном Дагестане.
В конце XVI века шамхал враждовал с наследником шамхальского престола крым-шамхалом, которого поддерживала часть „Кумыцкой земли“. Кахетинскому царю Александру в это время сообщали, что „шевкальское дело плохо стало от того, что они (шамхал и крымшамхал) промеж собою бранятца“. В 1588 году грузинские послы Каплан и Хуршит сообщали о смутах в шамхальстве и просили русского царя послать войска в связи с набегами шамхала на Грузию. Русское царство захватило татарское Тюменское владение на севере Дагестана (правитель которого также был известен как Тюменский шевкал).
В 1594 году состоялся поход Хворостинина в Дагестан, Хворостинин в итоге отступил. В 1604 году состоялся поход Бутурлина в Дагестан. Занявшая равнинный и предгорный Дагестан русская армия (ок. 8000 чел.) была окружена и уничтожена на Караманском поле войском под предводительством кумыкского князя Солтан-Махмуда Эндиреевского, что отсрочило экспансию России в восточный Кавказ, по свидетельству Карамзина, ещё на 118 лет.

### Герменчикская битва и походы на Сунженский острог
В 1651 году шамхал Сурхай III принял в государство ногайского мурзу Чебана, который был неприятелем московского царя. Русское войско и кавказские союзники для возвращения улусов Чебана снарядило поход на Тарки. В битве при Герменчикском поле кумыки и ногайцы Сурхая III разбили русские войска под командованием Муцала Черкасского.

## XVIII век, походы Петра I и вассалитет от России
В начале XVIII века шамхалы неоднократно обращались в Москву с просьбой принять их в подданство России. С подобной просьбой, в 1717 году шамхал Адиль-Гирей обратился к Петру I. В 1718 году его приняли в подданство. В 1722 году, в Тарки был отправлен отряд русских войск с артиллерией. Во время движения русских войск на Южный Кавказ, шамхал оказывал им всевозможную помощь и даже предлагал к услугам Петра I, свои войска, но Петр I отклонил его предложение. За помощь русским войскам в Прикаспие во время их Персидского похода , итогом которого стало (в том числе) присоединение к Российской Империи прикаспийской территории Дагестана,, Петр I преподнёс шамхалу богатые подарки и передал в его управление Утемыш. Однако в 1724 году, турки, с целью склонить шамхала Адиль-Гирея на свою сторону, пообещали ему что пришлют в помощь вспомогательные войска и в 1725 году шамхал восстал против Петра I, напал на русскую крепость Святой Крест. Но царские войска легко подавили это восстание, разбили его отряды, а самого Адиль-Герея взяли в плен и выслали на север России.. Шамхальство было упразднено. В 1734 году, после русско-персидского договора, Шамхальство было восстановлено.
В начале XVIII века Тарковское шамхальство являлось одним из крупных и влиятельных образований, с которым считались как местные владетели, так и ближневосточные государства. Иоанн Густаф Гербер, личный писарь Петра I так описывал Тарковское шамхальство в 1728 году : 

„Шамхалово владение простирается не только над всеми князьями и землями в Дагестане, но и над частью народа тавлинского и до самой почти Шемахи“.»
Фактически шамхалы тарковские никогда не владели указанной территорией. Кроме этого, Гербер допускает ошибку, путая средневековое и тарковское шамхальства.
Как пишет дагестанский историк Сотавов, Гербер имел ввиду, что после похода Петра, император в благодарность шамхалу восстановил его права на прежние земли в Кумыкии, шамхал получил во владение утамышские земли, ранее принадлежавшие Султан-Махмуду Утамышскому, шамхалу было дано право собирать подати с нескольких мюшкурских и ширванских деревень. В шамхальское покровительство вошли некоторые горские вольные общества.
В перечне доходов шамхала за XV—XVI веков, весь «Мычигыш» был назван как его собственность. В 1720-е годы Гербер сообщал, что чеченцы ранее платили подати шамхалам. Сами подати состояли из малого количества овец и иного скота.
Так же имеются данные XVIII века, по которым шамхалы имели претензии на подати с ингушей.
Во второй половине XVIII века в состав шамхальства входили следующие города и селения: город Тарки (столица), Кяхулай-Торкали, Амирхан-кент, Агач-аул, Атлы-боюн, Альбурикент, Кум-Тор-кала, Капчугай, город Большие Казанищи, Малые Казанищи, Буглен, Халимбекаул, Эрпели, Каранай, Ишкарты, Ахатлы, Уллу-Бойнак, Карабудахкент, Каранайаул, город Губден, Кадар, Гели. Кроме оседлых кумыков, на территории шамхальства было 346 кибиток кочующих ногайцев. В составе шамхальства имелись феодальные уделы — бийлики. Таких уделов к концу XVIII веке насчитывалось четыре: Буйнакский и Бамматулинский уллу-бийлики, Эрпелинский и Карабудахкентский карачибийлики.
Кроме того, в нагорном Дагестане имелись управляемые войсковыми кадиями округа (союзы сельских общин), союзники шамхала, которые были под протекцией шамхальства, но не платили дань, — Акушинское общество, Цудахарское и Койсубулинское. По просьбе или за деньги они выставляли шамхалу вооружённое войско.
По данным русских источников конца XVIII веке, тарковские шамхалы вместе с акушинцами имели от 36 до 42 тыс. дворов, насчитывавших 98-100 тыс. душ обоего пола.
По сведениям российского географа Иоганна Гербера — власть шамхала «простирается над князьями и землями в Дагестане… над частью народа тавлинского, и до самого Шемахии» но шамхалы тарковские никогда не владели указанной территорией. Также, Гербер допускает ошибку, путая средневековое и тарковское шамхальства.
По мнению большинства историков, первоначальной резиденцией шамхалов был Кумух.
Мнение о первоначальной резиденции Шамхальства в Кумухе раскритиковано профессором Э. Д. Богатырёвым. По мнению профессора, некоторые авторы не правильно поняли текст грузинского посла Кирила, который в другом месте указывает, что «начальный город Шевкала это Тарки».
Так же это мнение раскритиковал и профессор Р. М. Магомедов. Р. М. Магомедов в свою очередь сомневался о столичных функциях Кумуха, предположив, что в источнике о Кази-Кумухе могло идти речь о Кафыр-Кумухе. Так как Кафыр-Кумух долгое время являлся летней резиденцией, профессор склонен считать его первой резиденцией шамхалов.
Согласно карте, составленной в 1725 году в период похода русских войск в Прикаспие, во владении шамхала находилось всего 20 селений.
Власть шамхала над равнинным Дагестаном была только формальной. Невозможно однозначно утверждать, что Тарковское Шамхальство было зависимым от шахов.
Исходя из корыстных интересов, тарковские шамхалы ориентировались то на Россию, то на Иран то на Турцию. В зависимости от различных внутренних и внешних причин они присягали то одной стороне, то другой, а иногда и двум государствам сразу.
Изначально, шамхальство было под властью Персии. Но с XVII века, по причине экономического и политического кризиса, власть Ирана над шамхальством начала ослабевать и с 1722 года шамхальство перешло под власть Российской Империи. Временами шамхалы получали «денежные и хлебные» жалованья от обоих этих империй.

## XIX век и Кавказская война
В 1808 году шамхал Мехти II было имел во владении Буйнакское владение, а также Дербентское ханство, за исключением самого города Дербент, которое ему досталось после свержения русскими Шейх-Али-хана, так как он женился на Пери-Джахан-ханум, сестре Шейх-Али-хана. После смерти Мехти титул дербентского хана был фактически упразднён. При этом его прямые потомки ещё долгое время до прекращения линии рода продолжали владеть Улусским магалом.
Во время Кавказской войны в Шамхальстве вспыхивало не менее трёх восстаний — в 1823, 1831 и 1843 годах.
После интеграции шамхальства в состав России на его землях был образован Темир-Хан-Шуринский округ (1867—1922).

## Население
Являлось многонациональным государством с кумыкским большинством, составлявшие ядро населения. В разное время в состав входили некоторые селения даргинцев, вся Чечня и другие народы Кавказа.
Российский востоковед середины XIX века И. Н. Березин на момент своего нахождения в Дагестане и в частности в Тарковское шамхальстве, упоминал и население Шамхальства. По его данным, большинство население Тарковского шамхальства составляют кумыки. Аналогичные сведения приводил русский историк второй половины XIX века Н. Ф. Дубровин, по которому в Шамхальстве народонаселение преимущественно из кумыков.

## Армия
Все мужчины, за исключением стариков, в шаухальстве и других феодальных владениях обязаны были нести военную службу и в случае войны по первому зову своего главнокомандующего — шаухал-хана должны были принять участие в военных действиях. Мальчиков с детства обучали военному искусству: стрелять из лука и других видов оружия, метать копье, фехтованию, верховой езде и т. д. Каждый двор обязан был выставить в полном боевом снаряжении по 1-2 воинов.
В армии шаухалов были сотники (юзбаши), тысячники (мингбаши), пушкари (топбаши), кади-аскеры (мусульманские служители).
До конца XVII в. почти все феодалы Дагестана собирались под знамена шаухалов Тарковских, особенно когда дело касалось интересов региона. Шаухалы имели многочисленных вассалов, которые обязывались участвовать в войнах и походах. Одну из главных сил кумыкских князей составляла хорошо вооруженная и многочисленная дружина — нукеры. Во время войны нукеры выступали ратниками в войске своего правителя, в мирное время- дворцовой стражей, которая несла постоянную военно-административную и полицейскую службу. Нукеры- это прежде всего профессиональные воины, всегда готовые к бою люди, составлявшие также личную охрану и гвардию правителя. Их численность составляло несколько сотен (300—500) человек. В случае вражеского нападения они принимали первый удар на себя и сдерживали первый натиск врага до подхода главных сил. Нукеры получали за свою службу полное содержание и снаряжение, некоторую часть военной добычи и земельное жалование. Личная охрана кумыкских владетелей и их семей была организована тщательно и основательно, и любая оплошность со стороны стражей могло караться смертью.
Личные телохранители являлись элитными воинами, со вмещавшими черты гвардии и регулярных войск. Они давали клятву на верность на Коране, беспрекословно исполняли приказы и готовы были в любое время отдать жизнь за своего повелителя. Набирались телохранители из лучших узденей и проходили тщательный отбор.
Как указанно было выше, основной военной силой шаухалов, так же как и уцмиев и Эндиреевских правителей было ополчение. Она же представляла собой не регулярную гвардию укомплектованную из узденей. По данным дербентского Аллаги, лазутчика царского командования на Тереке, гвардия шаухала Сурхая II в конце XVI в. составляла 5 тыс. человек конных и 10 тыс. пехоты Кроме собственных сил шаухалы имели и союзников. Во время войны отряды союзников и ополчения возглавляли князья, мурзы и опытные нукеры. Союзников у шаухалов было немало, это в основном акушинцы, цудахарцы, койсубулинцы и некоторые другие входившие в состав горных вилайятов шаухальства. В их обязанность, по договору с шаухалом, входила присылка вооруженных отрядов (горское ополчение) на случай войны. Обращает на себя внимание и характер воинской повинности. «Ежели ж случится надобность ему (шаухалу.-С.Б.) в войске, то они (его подданные.-С.Б.) должны идти без всякого отлагательства; кто же ослушается, того разоряют весь дом и грабят имение»,- сообщает Д.И Тихонов Якоб Рейнеггс, который пишет:

 «Как же скоро кто-нибудь из князей вне границ своих войну вести вознамерится, то народы сии тотчас явятся с полным своим оружием и собираются в разном количестве, смотря по нужде и соображаясь с ожидаемую от того прибылью с намерениями князя»
 Кумыкское шаухальство в XVI—XVII вв. имела достаточно сильную по тем временам армию и в случае войны могла выставить значительные силы. Так, османский летописец Ибрахим Рахимизаде, участник походов османов на Кавказ XVI в. сообщает, что 

 кумыкский шаухал имел 70-80-тысячную армию
В XVII в. Эвлия Челеби высоко оценивал военную мощь кумыков. По его словам, 

 «во время войны они выступают в назначенные места сражений на лошадях под начальством везира, беев или шаухал-шаха. Всего воинов 87 тысяч. Ныне все справедливые хозяева полностью вооружены по татарскому образцу. Тяжелых обозов у них нет, зато у них много легко вооруженных воинов… Всего там имеется 56 крепостей. Половина гарнизона такой крепости ходит на войну. Однако персидский шах не однократно громил это войско и уничтожал его. В настоящее время они находятся в состоянии войны с кызылбашами…бессмысленно тягаться и выйти победителем в борьбе с дагестанским шахом…они храбрые и молодцы, дающие отпор всем врагам»
Николаас Витсен, в конце XVII в. приводит следующие сведения о шаухальской армии:

 «Количество мужчин, могущих носить ружье, под правлением Шавкала, тогда составляло около 15 тысяч человек…Количество тех, кто находится под правлением Шавкала и Цапалова, который господствует над Андреевской землей, вместе с его собратьями составляет около 45000 человек. Это храбрые, смелые и сильные люди: как конные, так и пешие…Их обычно называют сефкаленсеры, по имени их принца-Шефкала. Они очень воинственны и недавно противостояли почти 150000 персов, в то время как у них было, как говорят, 30000
человек
Тюркский летописец Мехмет-эфенди Волынский, посетивший кумыков в первой половине XVIII в. сообщает: 

 „Лезгины и все другие племена в своей совокупности подчиняются шаухалам. Когда их безопасность оказывается под угрозой, под знамя шаухала собирается армия из ста тысяч всадников и пеших. Это известный факт. В иные времена войска остаются на своих местах. Шаухалу Тарковскому в Эндирее и в Аксае колбегами, то есть военными наместниками, служат все князья. Численность их в общей сложности составляет пятьдесят. Шаухал управляет всем своим народом лишь в условиях войны, в мирных же обстоятельствах народ управляется кадиями и картами. Во время военных походов шаухал ведает жизнью и смертью всех себе подвластных. Может по собственному усмотрению казнить и миловать любого“
По сообщению русских авторов в 20-е гг. XVIII в. шаухал Тарковский мог собрать со всеми своими подданными до 80 тыс. человек Во второй половине XVIII в. у шаухала Муртузали Тарковского, как следует из рапорта А. В. Суворова князю Г. А. Потемкину, „войска конницы до 10000, пехоты более, нежели вдвое…во всем владении полагается войска более пехоты до 40000“ В конце XVIII в. шаухал мог выставить со всеми своими подданными уже 26 тыс. человек

### Вооружение
1. Холодное оружие (меч — „къылыч“, сабля — „шё-шке“, кинжал — „хынжал“)
2. Метательное оружие (лук и стрелы — „окъ-жая ва окълар“, „къазархы ва окълар“, копье — „сунгю“, дротик — „сульче“)
3. Огнестрельное оружие (ружье, мушкет — „тюбек“, пистолет- „тапанча“)
4. Артиллерия (пушка — „топ“)
5. Защитное снаряжение (кольчуга — „гюбе“, щит — „къалкъан“, шлем — „таъкыя“, „гюбе папах“)

В стандартный комплект кумыкского воина в старину входили: лук со стрелами, копье, сабля, кинжал, щит,огнестрельными кольчуга, шлем. С XVI в. кумыки уже используют огнестрельное оружие. Наряду с огнестрельным оружием местного производства, в Кумыкии получили распространение также импортные турецкие, персидские, русские и европейские ружья.

## Галерея

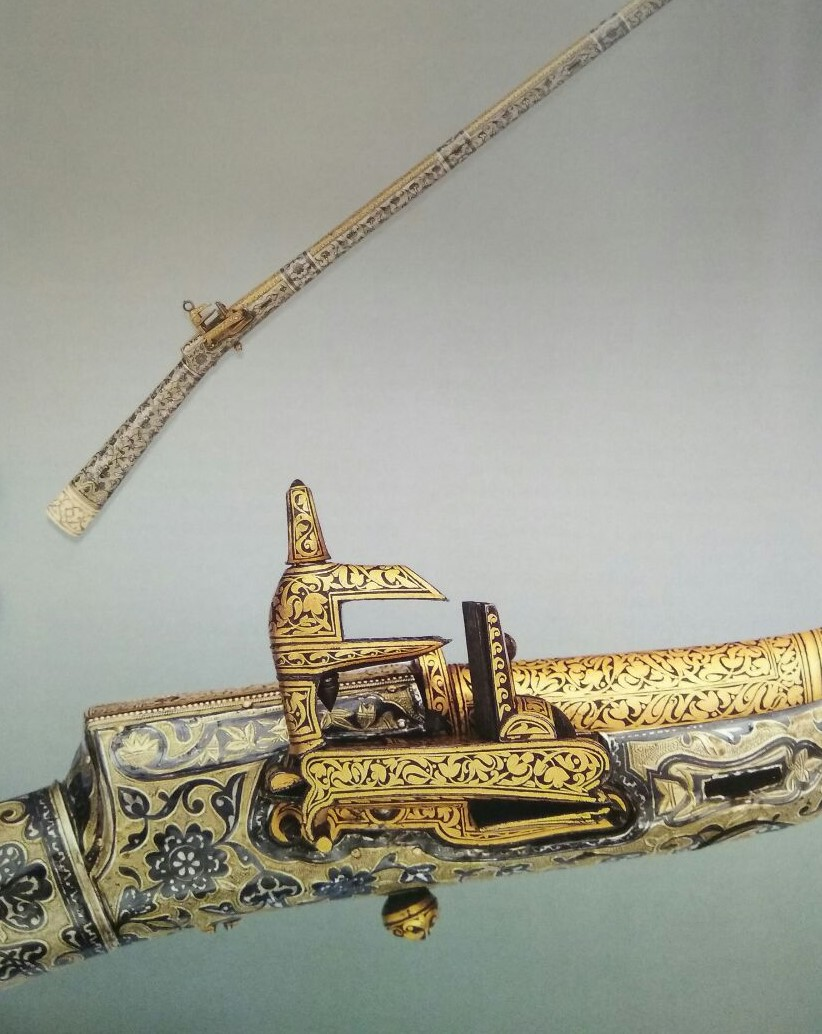
Ружьё шамхала Абу-Муслим-Хана, ок. 1800—1850 гг. Metropolitan Museum of Art, New-York

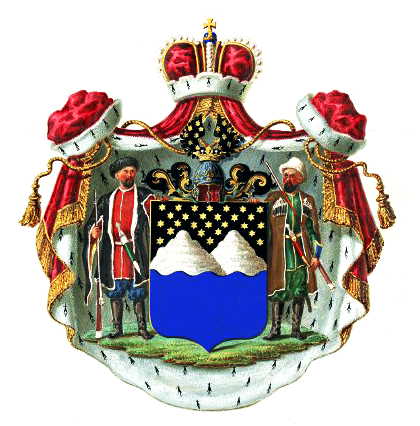
Герб князей Тарковских с 20 августа 1853 года, незадолго до упразднения Тарковского шамхальства.

## Правители
В Тарковском шамхальстве правила ветвь кумыкских правителей. Самые известные правители:
- Солтан-Мут Тарковский (около 1560—1643 гг.) — кумыкский политический деятель и полководец, при котором Засулакская (Северная) Кумыкия достигла пика своего могущества, на протяжении десятков лет(конец XVI — начало XVII вв.) успешно отражая многочисленные атаки соседей.
- Будай I — погиб в бою с русским войском в Кабарде в 1566 г.
- Чопан-Шаухал (1571—1588) — активно участвовал во внутрииранских междоусобицах, в последние годы жизни был союзником Османской империи.
- Адиль-Герей I (1609—1614 гг.) — отличился в войнах с Россией (особенно в битвах у Бойнака в 1594 г. и в долине Караман в 1605 г.), придерживался проиранского политического курса.
- Сурхай III (1641—1667) — проводил активную внешнюю политику, одержал победы над русскими войсками в битвах на Герменчикском поле и у Суюнч-Кала (Сунженский острог) в 1651 и 1653 гг. соответственно.
- Будай II (1667—1692) отличился в войнах с Ираном и Россией (оказывал, в частности, активную помощь крымским ханам в их войнах с Россией), известен также покровительством преследуемым в России казакам-старообрядцам.

В результате феодальных междоусобиц и походов русских войск против шамхальства, в начале XVIII века от обширного государства осталось лишь небольшое владение вдоль Каспийского моря (общей площадью до 3 тыс. км²)

## Список шамхалов XV—XIX вв
В скобках указаны даты правления
- Династия Джучидов

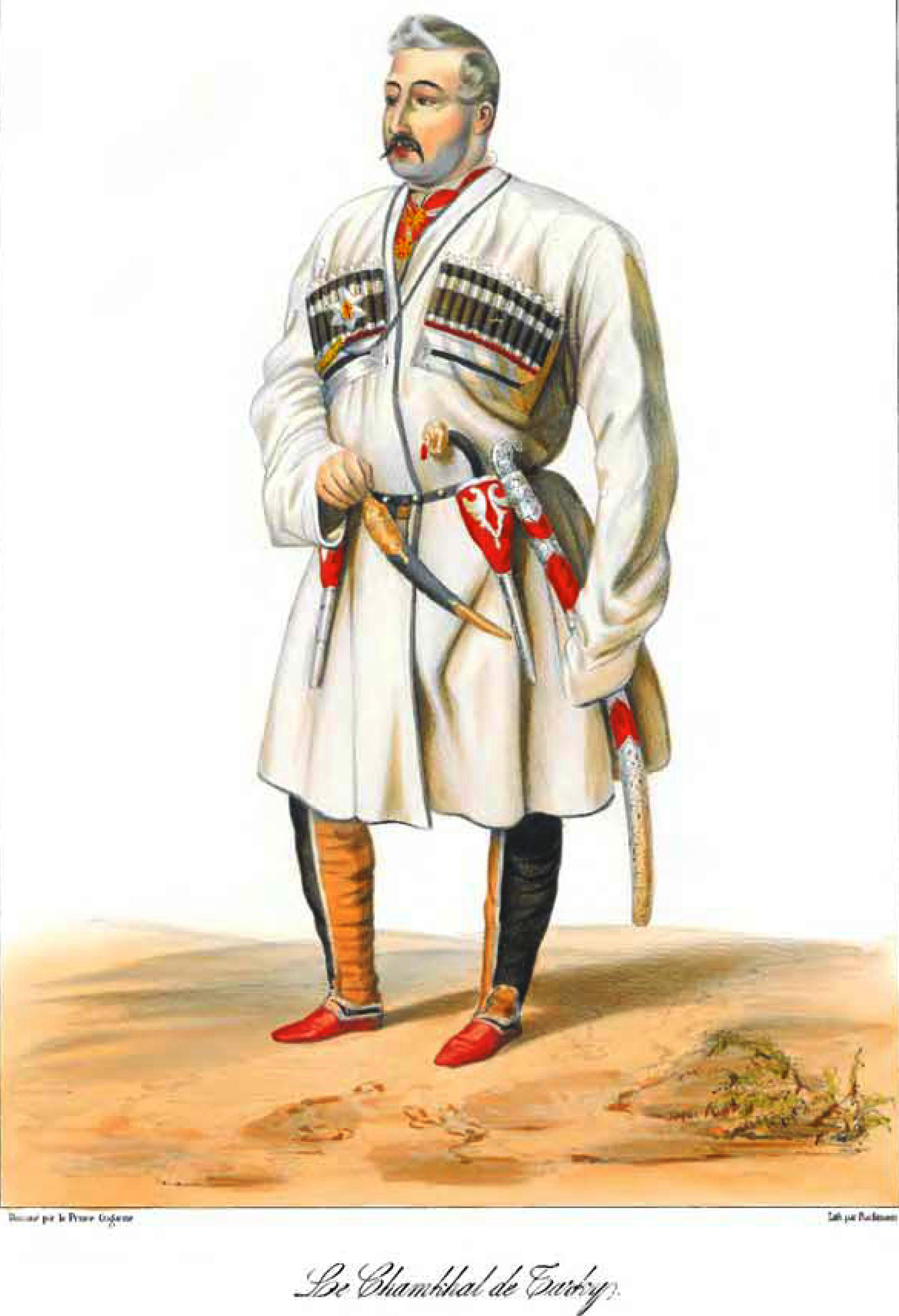
Шамхал Тарковский (Абу-Муслим, худ. Г. Г. Гагарин, 1845 г.)

1. Шаухал-Хан (1240—1258) — первый шаухал равнины из рода Чингизидов. Возможно он и Каутар-Шах из „Тарихи Дагестана“ одна и та же личность.[179]
2. Шевкал (умер в 1327 году)
3. Чингиз-Шаухал (1443), был избран в 1443 г. шаухалом после освобождения их от власти тимуридов. Родом из Чингизидов.[180]
4. Уллу-Ахай I (1-я пол. XVI века)
5. Уллу-Ахай II (сер. XVI века)

- Расцвет шамхалата

1. № 27 Султан-Мухаммад-уллу (XIV век)
2. № 28 Амир-шамхал (ок. 1396) (пал в бою с Тамерланом)
3. № 29 Али-бек-шамхал (ок. 1400), сын Мухаммада-уллу
4. № 30 Сурхай-шамхал I (перв. пол. XV в.), сын Алибек-шамхала
5. № 31 Герей-шамхал (ок. 1448—1462), сын Сурхай-шамхала I, хаджи
6. № 32 Умалат I (1462—1475), сын Сурхай-шамхала I
7. № 33 Гази-Султан-шамхал (ок. 1500), сын Умалат-шамхала I, также упоминается как Шаухал „падишах“ в 1485 году и Шаухал „вали Дагестанский“ в 1494/1495 году.
8. № 34 Будай-шамхал I (нач. XVI в.), Умалат-шамхала I
9. № 35 Усми-шамхал (перв. четв. XVI в.) сын Усми, сына Будай-шамхала I
10. № 36 Умалат II (втор. четв. XVI в.), сын Усмии, сына Будай-шамхала I
11. № 37 Будай II (до 1567 года), сын Умалат-шамхала II (пал в бою)
12. № 38 Сурхай-шамхал (до 1567 года), сын Умалат-шамхала II (пал в бою)[181]
13. № 39 Ильдар-шамхал I (ок. 1567—1586), сын Сурхай-шамхала
14. № 40 Чупан-шамхал (ок. 1567—1605), сын Будая II

- XVII век — Внутридинастический раскол и феодальная раздробленность.

1. № 41 Сурхай II (1605—1609), сын Чупан-шамхала
2. № 42 Адиль-Герей I (1609—1614), сын Сурхай-шамхала III
3. № 43 Андий (1614—1623), сын Чупан-шамхала
4. № 44 Ильдар II (1623—1635), сын Сурхай-шамхала III
5. № 45 Айдемир (1635—1641), сын Султан-Махмута крым-шамхала, сына Чупан-шамхала
6. № 46 Сурхай IV (1641—1667), сын Гирея I, сына Сурхай-шамхала III
7. № 47 Будай III (1668—1692), сын Бий-Мухаммада (Баммата), сына Андий-шамхала
8. № 48 Муртузали-шамхал I (1692—1704), сын Будай-шамхала III
9. № 49 Хан-шамхал (1704) сын Бий-Мухаммада (Баммата) (убит племянником)

- XVIII век — упадок шамхальства

1. № 50 Умалат III (1704—1719), сын Хана
2. № 51 Адиль-Гирей-шамхал ll (1720—1725), сын Будай-шамхала III (узурпатор)

- 1726—1734 годы — оккупация приморской части Дагестана Российской империей, титул упразднён.
- В 1734 году — Надир-шах реставрирует Хасбулат-шамхала на престоле в Гази-Кумухе, титул восстановлен.

1. № 52 Хасбулат-шамхал (1734—1758), сын Адиль-Герея II (с перерывами)
2. № 53 Ильдар-шамхал III (1735—1747) сын Муртаза-Али I, сына Будай-шамхала III (с перерывами)
3. № 54 Ахмед-хан Мехтулинский (1735—1747)
4. № 55 Баммат I Беззубый („Тишсиз“; 1747—58), сын Гирея, сына Ильдар-шамхала (с перерывами)
5. № 56 Мехти I Сушёный („Ширданчи“; 1758—1763), сын Муртаза-Али I, сына Будай-шамхала III (с перерывами)
6. № 57 Баммат I Беззубый („Тишсиз“; 1763—65), сын Гирея, сына Ильдар-шамхала (с перерывами)(пал в бою)
7. № 58 Муртуз-Али II (1765—1785), сын Мехти I (с перерывами) (узурпатор)
8. № 59 Баммат II (1786—1797), сын Мехти I (узурпатор)

- С 1797 года — вассалы Российской империи. С 1806 года так же ханы Дербента.

1. № 60 Мехти II (1797—1830), сын Баммата II (узурпатор), генерал русской службы
2. № 61 Сулейман-паша(1830—1836), сын Мехти II, генерал русской службы
3. № 62 Ирази-шамхал (1831) (провозглашён имамом Гази-Мухаммадом) (пал в бою)
4. № 63 Умалат IV (1831—1832) (провозглашён имамом Гази-Мухаммадом) (пал в бою)
5. № 64 Абу-Муслим-хан (1836—1860), сын Мехти II, генерал русской службы
6. № 65 Мухаммад-шамхал III «Глухой» (1843) (провозглашён имамом Шамилём)

- 1860 — Княжество Тарковское — шамхал лишён титула валия Дагестана, перешедшего генерал-губернатору Дагестанской области.

1. № 66 Шамсутдин-хан (1860—1867), сын Абу-Муслим-шамхала, (отрёкся от престола в 1867 г.)

- В 1867 году шамхальство было упразднено, и на его территории был образован Темир-Хан-Шуринский округ Дагестанской области.

1. № 67 Нух-бек Тарковский — диктатор Дагестана (1918 г.), внук Абу-Муслим-шамхала

## Комментарии
1. ↑  Под татарским, с турецким помешанный имеется ввиду кумыкский язык[5]